# Armagh

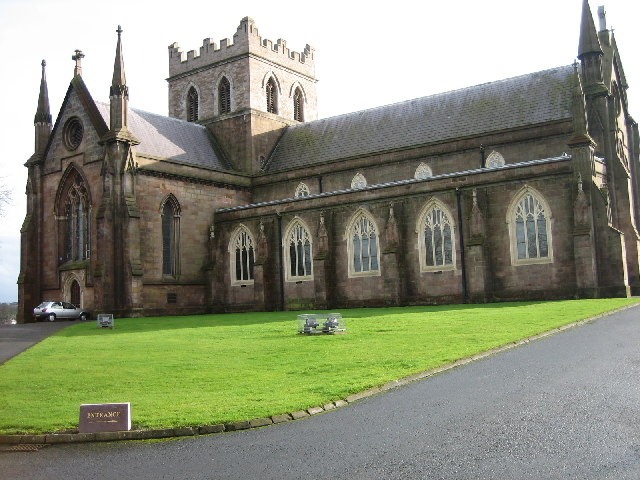
Anglikánská katedrála

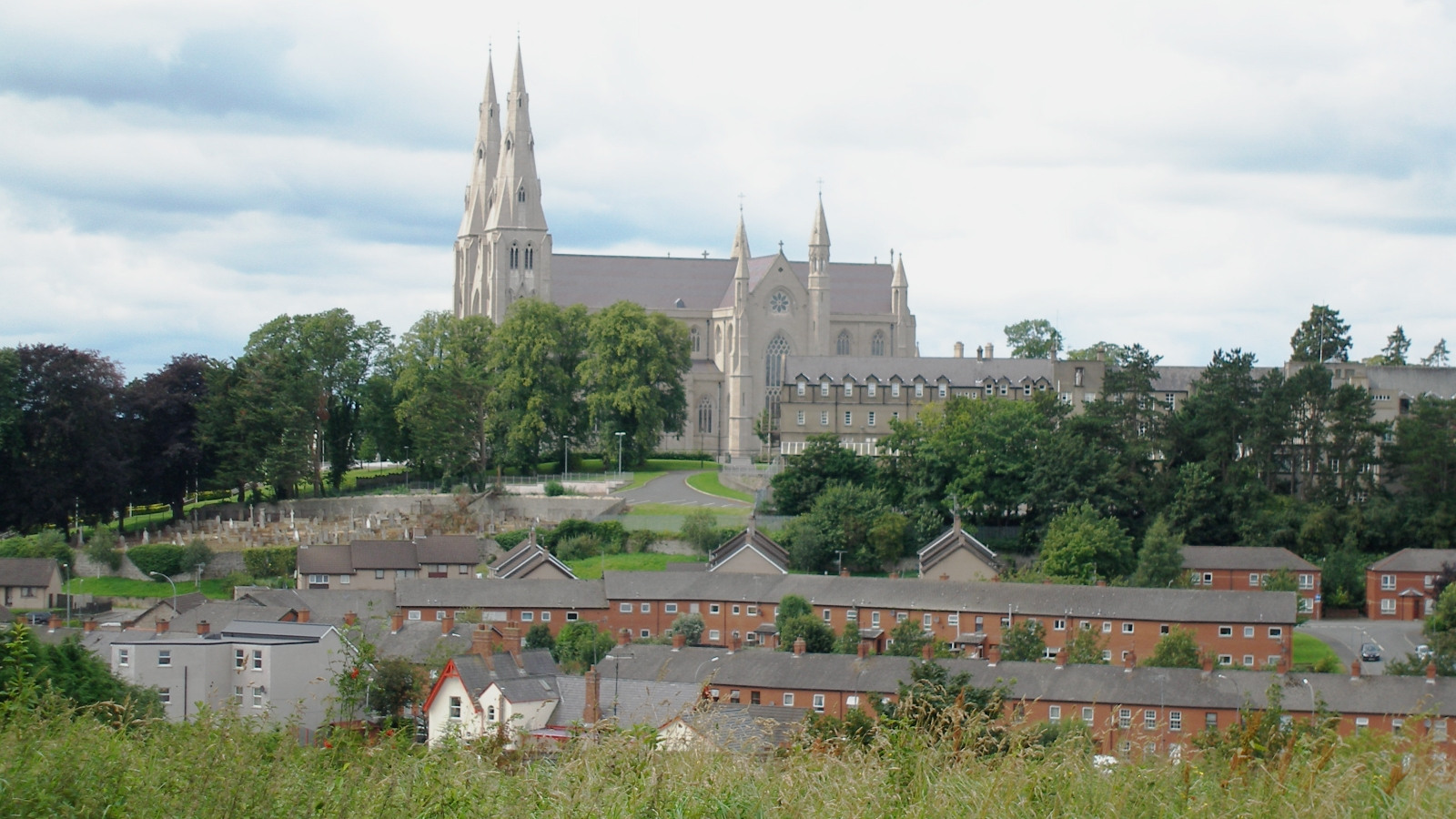
Římskokatolická katedrála

Armagh [armá] (irsky Ard Mhacha, skotsky Airmagh) je město v Severním Irsku a také hlavní město stejnojmenného hrabství. Roku 2001 mělo 15 590 obyvatel (z toho 68 % katolíků, 30 % protestantů).
Založení města je legendárně spojováno se svatým Patrikem; od jeho doby je střediskem církevní správy (nyní římskokatolické i anglikánské) pro celý ostrov. V 9. století vznikl v místním klášteře rukopis Vulgaty (Book of Armagh).

Architektonicky Armaghu dominují dvě katedrály, obě zasvěcené sv. Patriku. Starší pochází z 5. století a od reformace je v držení anglikánů (Church of Ireland). Její katolický protějšek (charakteristický 64 metrů vysokým dvojvěžím) vznikal mezi léty 1840 a 1904.